# Provinz Narciso Campero
Narciso Campero (kurz: Campero) ist eine von sechzehn Provinzen im südöstlichen Teil des Departamento Cochabamba im südamerikanischen Anden-Staat Bolivien. Sie ist benannt nach dem bolivianischen General und Staatspräsidenten (1880–1884) Narciso Campero.

## Lage
Die Provinz liegt zwischen der bolivianischen Cordillera Oriental und der Cordillera Central. Sie grenzt im Nordwesten an die Provinz Mizque, im Südwesten an das Departamento Potosí, im Süden an das Departamento Chuquisaca, im Osten an das Departamento Santa Cruz, und im Norden an die Provinz Carrasco.
Die Provinz erstreckt sich zwischen etwa 17° 50' und 18° 40' südlicher Breite und 64° 45' und 65° 48' westlicher Länge, ihre Ausdehnung von Westen nach Osten und von Norden nach Süden beträgt jeweils etwa 75 Kilometer.

## Bevölkerung
Die Einwohnerzahl der Provinz Campero ist in den vergangenen drei Jahrzehnten um etwa ein Fünftel angestiegen:
| Jahr | Einwohner | Quelle       |
| ---- | --------- | ------------ |
| 1992 | 30.358    | Volkszählung |
| 2001 | 37.011    | Volkszählung |
| 2012 | 35.763    | Volkszählung |
| 2024 | 36 146    | Volkszählung |

46,1 Prozent der Bevölkerung sind jünger als 15 Jahre, der Alphabetisierungsgrad in der Provinz beträgt 65,5 Prozent. (1992)
60,1 Prozent der Bevölkerung sprechen Spanisch, 82,3 Prozent sprechen Quechua, und 0,4 Prozent Aymara. (1992)
88,8 Prozent der Bevölkerung haben keinen Zugang zu Elektrizität, 88,6 Prozent leben ohne sanitäre Einrichtung (1992).
92,3 Prozent der Einwohner sind katholisch, 5,8 Prozent sind evangelisch (1992).

## Gliederung
Die Provinz Campero untergliederte sich bei der letzten Volkszählung von 2024 in die folgenden drei Verwaltungsbezirke (bolivianisch: Municipios):
- 03-0201 Municipio Aiquile – 23.000 Einwohner
- 03-0202 Municipio Pasorapa – 6.468 Einwohner
- 03-0203 Municipio Omereque – 6.678 Einwohner

## Ortschaften in der Provinz Narciso Campero
- Municipio Aiquile
  - Aiquile 7863 Einw. – Villa Granado 682 Einw. – Jatun Ayllu Quewiñal Suyu Chuwi 516 Einw. – Novillero 494 Einw. – Quiroga 428 Einw. – Zamora 419 Einw. – Tipapampa 413 Einw. – Chaquimayu 385 Einw. – Chinguri 295 Einw. – Eje Pampa 263 Einw.

- Municipio Pasorapa
  - Pasorapa 3134 Einw.

- Municipio Omereque
  - Omereque 1335 Einw. – Esmeralda 498 Einw. – Peña Colorada 376 Einw.